# Barnag
Barnag is een plaats (község) en gemeente in het Hongaarse comitaat Veszprém. Barnag telt 101 inwoners (2001).